# Mike Phiromphon
Mike Phiromphon (thai: ไมค์ ภิรมย์พร, født 8. juli 1966) er en thailandisk luk thung-/mor lam-sanger, sangskriver og skuespiller.

## Liv og karriere
Mike Phiromphon blev født den 8. juli 1966, i Udon Thani, Thailand. Han blev opdaget i 1995 og skrev derefter kontrakt med GMM Grammy. Han debuterede i 1995 med albummet Khan Lang Kor Lao.

## Diskografi

### Studiealbum
- 1995 – Kan Lang Kor Lao (คันหลังก็ลาว)
- 1996 – Nam Ta Lon Bon Toe Jeen (น้ำตาหล่นบนโต๊ะจีน)
- 1998 – Ya Jai Khon Jon (ยาใจคนจน)
- 2000 – Nuei Mai Khon Dee (เหนื่อยไหมคนดี)
- 2007 – Yang Rak Kan Yoo Rue Plao (ยังรักกันอยู่หรือเปล่า)
- 2018 – Bon Thanon Sai Khon Dee (บนถนนสายคนดี)
- 2019 – Status Bor Koei Pliean (สเตเตัสบ่เคยเปลี่ยน)